# Nino Baragli
Nino Baragli, all'anagrafe Giovanni Baragli (Roma, 1º ottobre 1925 – Roma, 29 maggio 2013), è stato un montatore italiano.

## Biografia
Nipote del montatore Eraldo Da Roma, era in attività dal 1944 ed è stato il montatore cinematografico di più di duecento film fino al 1996.
Nino Baragli, uno dei più grandi montatori del cinema italiano, attraversa la storia del montaggio in Italia. Ha iniziato alla fine degli anni '40: ha montato i film di Pier Paolo Pasolini, Luigi Comencini, Mauro Bolognini, Bernardo Bertolucci, Francesco De Robertis e altri. Veniva da una piccola parentesi nel campo della fotografia. Anch'egli ha cominciato da operatore.
Nel 1944 la sorella di Nino Baragli aveva seguito al nord suo marito Carlo Bellero, operatore del film Alfa Tau! di Francesco De Robertis. Erano rimasti al nord all'epoca del governo di Salò e si trovavano nei teatri di posa della nuova Scalera a Venezia, ove si era trasferita la casa di produzione, che cercava di portare a termine la produzione del film Marinai senza stelle.

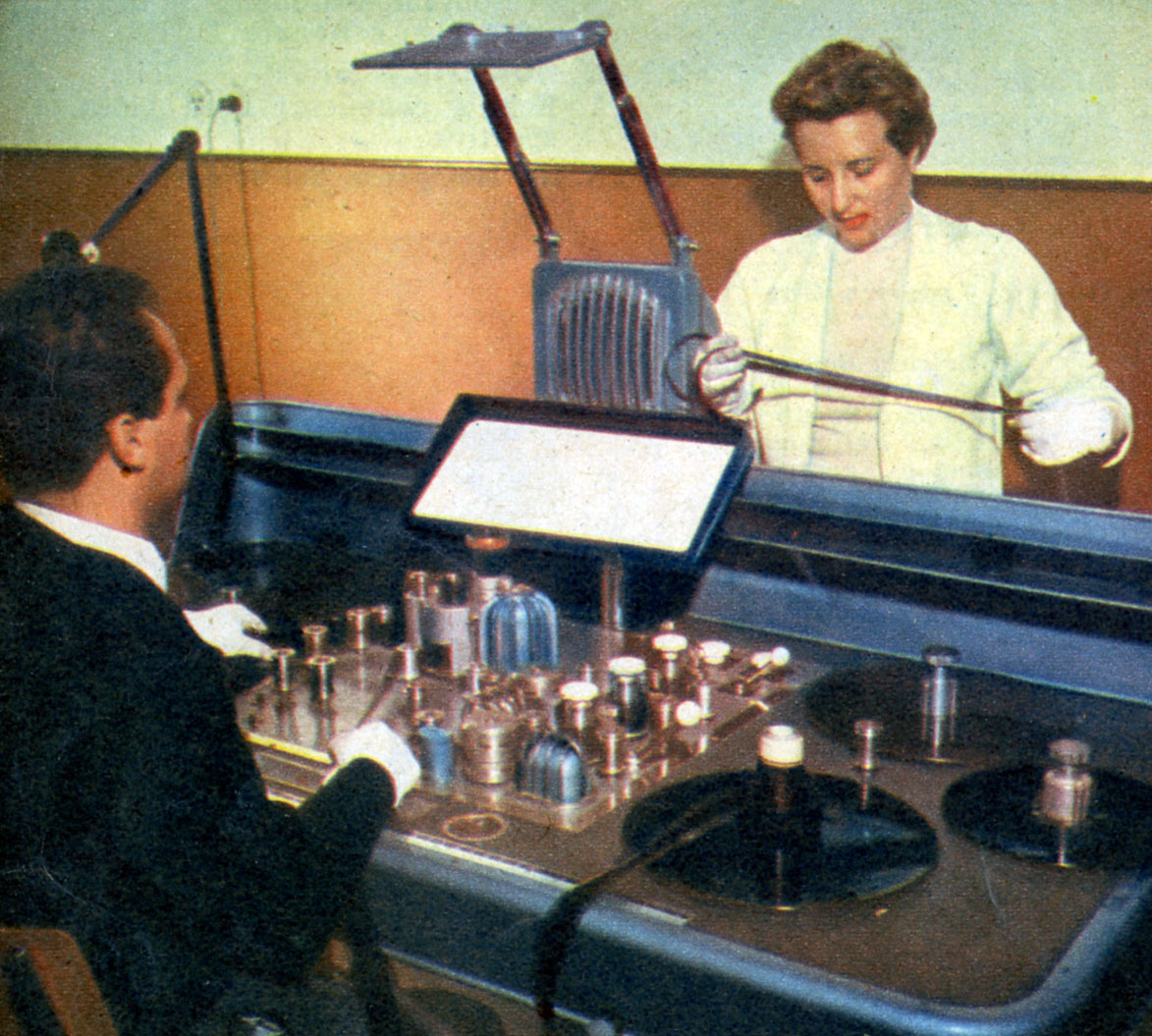
Nino Baragli con la moglie alla moviola (1957)

Carlo Bellero faceva l'operatore e Nino Baragli raggiunse Venezia e cominciò da aiuto-operatore: caricava e scaricava gli châssis. Non c'erano macchine di primo ordine: erano Arriflex, facili da caricare. Poi dette una mano al regista pugliese Francesco De Robertis che si faceva il montaggio da solo, stava seduto alla moviola, tagliava, attaccava, proprio come un montatore. C'era una ragazza che faceva da assistente, non si numerava la pellicola, non si trovavano mai i tagli.

Molto conosciuta è la sua collaborazione con il regista italiano Sergio Leone: Baragli infatti ha partecipato ai film leoniani Il buono, il brutto, il cattivo, C'era una volta il West, Giù la testa e il gangster movie C'era una volta in America.
Baragli ha inoltre collaborato attivamente con il regista Federico Fellini.

## Filmografia parziale
- La strada buia, regia di Sidney Salkow e Marino Girolami (1950)
- La paura fa 90, regia di Giorgio Simonelli (1951)
- Io, Amleto, regia di Giorgio Simonelli (1952)
- Prigioniera della torre di fuoco, regia di Giorgio Walter Chili (1952)
- La prigioniera di Amalfi, regia di Giorgio Cristallini (1954)
- Torna piccina mia!, regia di Carlo Campogalliani (1955)
- Il campanile d'oro, regia di Giorgio Simonelli (1955)
- A sud niente di nuovo, regia di Giorgio Simonelli (1956)
- La finestra sul Luna Park, regia di Luigi Comencini (1957)
- Perfide ma... belle, regia di Giorgio Simonelli (1958)
- Quel tesoro di papà, regia di Marino Girolami (1959)
- Le sorprese dell'amore, regia di Luigi Comencini (1959)
- Saffo, venere di Lesbo, regia di Pietro Francisci (1960)
- La lunga notte del '43, regia di Florestano Vancini (1960)
- Accattone, regia di Pier Paolo Pasolini (1961)
- Una vita violenta, regia di Paolo Heusch e Brunello Rondi (1962)
- Odio mortale, regia di Franco Montemurro (1962)
- I nuovi angeli, regia di Ugo Gregoretti (1962)
- Mamma Roma, regia di Pier Paolo Pasolini (1962)
- La bella di Lodi, regia di Mario Missiroli (1963)
- L'ultimo sole, regia di Adriano Bolzoni (1964)
- I soldi, regia di Gianni Puccini e Giorgio Cavedon (1965)
- Il buono, il brutto, il cattivo, regia di Sergio Leone (1966)
- Uccellacci e uccellini, regia di Pier Paolo Pasolini (1966)
- La strega in amore, regia di Damiano Damiani (1966)
- L'estate, regia di Paolo Spinola (1966)
- I crudeli, regia di Sergio Corbucci (1967)
- Ad ogni costo, regia di Giuliano Montaldo (1967)
- C'era una volta il West, regia di Sergio Leone (1968)
- Le dolci signore, regia di Luigi Zampa (1968)
- L'assoluto naturale, regia di Mauro Bolognini (1969)
- Giù la testa, regia di Sergio Leone (1971)
- Il prete sposato, regia di Marco Vicario (1971)
- Bubù, regia di Mauro Bolognini (1971)
- Le avventure di Pinocchio (1972) (miniserie TV in 6 episodi)
- Storie scellerate, regia di Sergio Citti (1973)
- La nottata, regia di Tonino Cervi (1974)
- La prima volta, sull'erba, regia di Gianluigi Calderone (1974)
- Per le antiche scale, regia di Mauro Bolognini (1975)
- Salò o le 120 giornate di Sodoma, regia di Pier Paolo Pasolini (1975)
- Chi dice donna dice donna, regia di Tonino Cervi (1976)
- Due pezzi di pane, regia di Sergio Citti (1979)
- Contamination, regia di Luigi Cozzi (1980)
- Il turno, regia di Tonino Cervi (1981)
- Bianco rosso e Verdone, regia di Carlo Verdone (1981)
- C'era una volta in America, regia di Sergio Leone (1984)
- Strana la vita, regia di Giuseppe Bertolucci (1987)
- Miss Arizona, regia di Pál Sándor (1987)
- Il piccolo diavolo, regia di Roberto Benigni (1988)
- Johnny Stecchino, regia di Roberto Benigni (1991)
- Mediterraneo, regia di Gabriele Salvatores (1991)
- Alambrado, regia di Marco Bechis (1991)
- I divertimenti della vita privata, regia di Cristina Comencini (1992)
- Ambrogio, regia di Wilma Labate (1992)
- Quando le montagne finiscono, regia di Daniele Carnacina (1994)
- Silenzio... si nasce, regia di Giovanni Veronesi (1996)

## Riconoscimenti
- David di Donatello
  - 1981 – candidato Miglior montatore per  Bianco, rosso e Verdone
  - 1985 – candidato Miglior montatore per Segreti segreti
  - 1986 – candidato Miglior montatore con Ugo De Rossi e Ruggero Mastroianni per Ginger e Fred
  - 1988 – candidato Miglior montatore per Intervista
  - 1989 – candidato Miglior montatore per Il piccolo diavolo
  - 1990 – Miglior montatore per  La voce della luna
  - 1990 – candidato Miglior montatore per Turné
  - 1991 – Miglior montatore per  Mediterraneo
  - 1993 – candidato Miglior montatore per Jona che visse nella balena
  - 1994 – candidato Miglior montatore per Per amore, solo per amore

- Ciak d'oro
  - 1986 – Miglior montaggio con Ugo De Rossi e Ruggero Mastroianni per Ginger e Fred[2]
  - 1986 – candidato Miglior montaggio per Troppo forte
  - 1993 – candidato Miglior montaggio per Puerto Escondido
  - 1994 – Miglior montaggio per Jona che visse nella balena[3]

- Nastro d'argento
  - 1998 – Nastro d'argento alla carriera

- Festival internazionale del film di Roma
  - 2012 – Premio A.M.C. alla carriera